# Трамвай в Аліканте
Трамвай Аліканте, комерційна назва Міський ТРАМВАЙ Аліканте (вал. TRAM Metropolità d'Alacant, ісп. TRAM Metropolitano de Alicante) працює в місті Аліканте (Валенсія, Іспанія) а також у передмісті. Як і більшість вузькоколійних залізниць, обслуговується фірмою Ferrocarrils de la Generalitat Valenciana (FGV). Відкрито 15 серпня 2003 року на зміну вузькоколійній дизельній залізниці між Аліканте та Ел-Кампельйо.
Система легкорейкового транспорту «Міський трамвай Аліканте» поєднує різні види залізничного сполучення: сучасний метротрам у центрі Аліканте, трамвай-поїзд з Аліканте до Бенідорма, а також звичайний приміський поїзд з Бенідорму до міст Алтеа, Калп та Денія.

## Історія
Аліканте має багату історію міського рейкового транспорту. Трамвай почав ходити 13 липня 1893 року, і мережа швидко поширилася на Мучамел (1902), Ельче та Кревільєнт (1905), а також Сан-Вісен-дел-Распеч (1906). Початково це була конка. З 1903 року почали з'являтися трамваї на паровій тязі. Конки повністю зникли до 1924 року. Електрифікація трамваю почалася 1923-го. У 1920-х та 1930-х роках трамвайна мережа далі поширювалася містом і активно застосовувалася у 1940-х роках. У 1950 роки, через високу вартість електроенергії, трамваї програвали конкуренцію з автомобілями, а 14 листопада 1969 року трамваї остаточно зникли з вулиць Аліканте. Тридцять років потому, 13 березня 1999 року, трамваї повернулися відкриттям експериментального маршруту між Пласа-дель-Мар та Альбуферета, котрий 2003 року було продовжено до Ел-Кампельйо.

## Маршрути

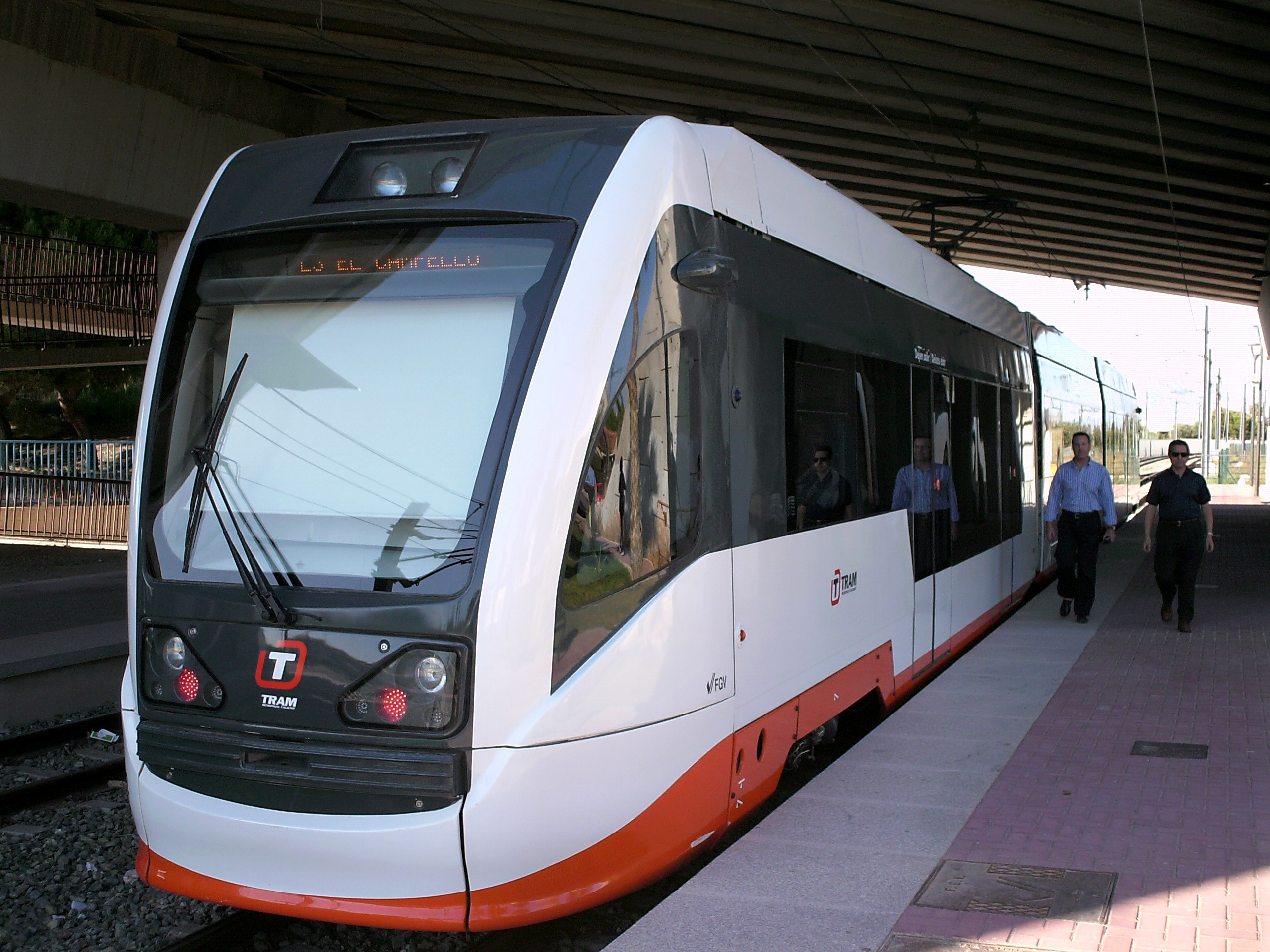
Трамвай на станції Лусентум у напрямку Ел-Кампельйо на маршруті L3
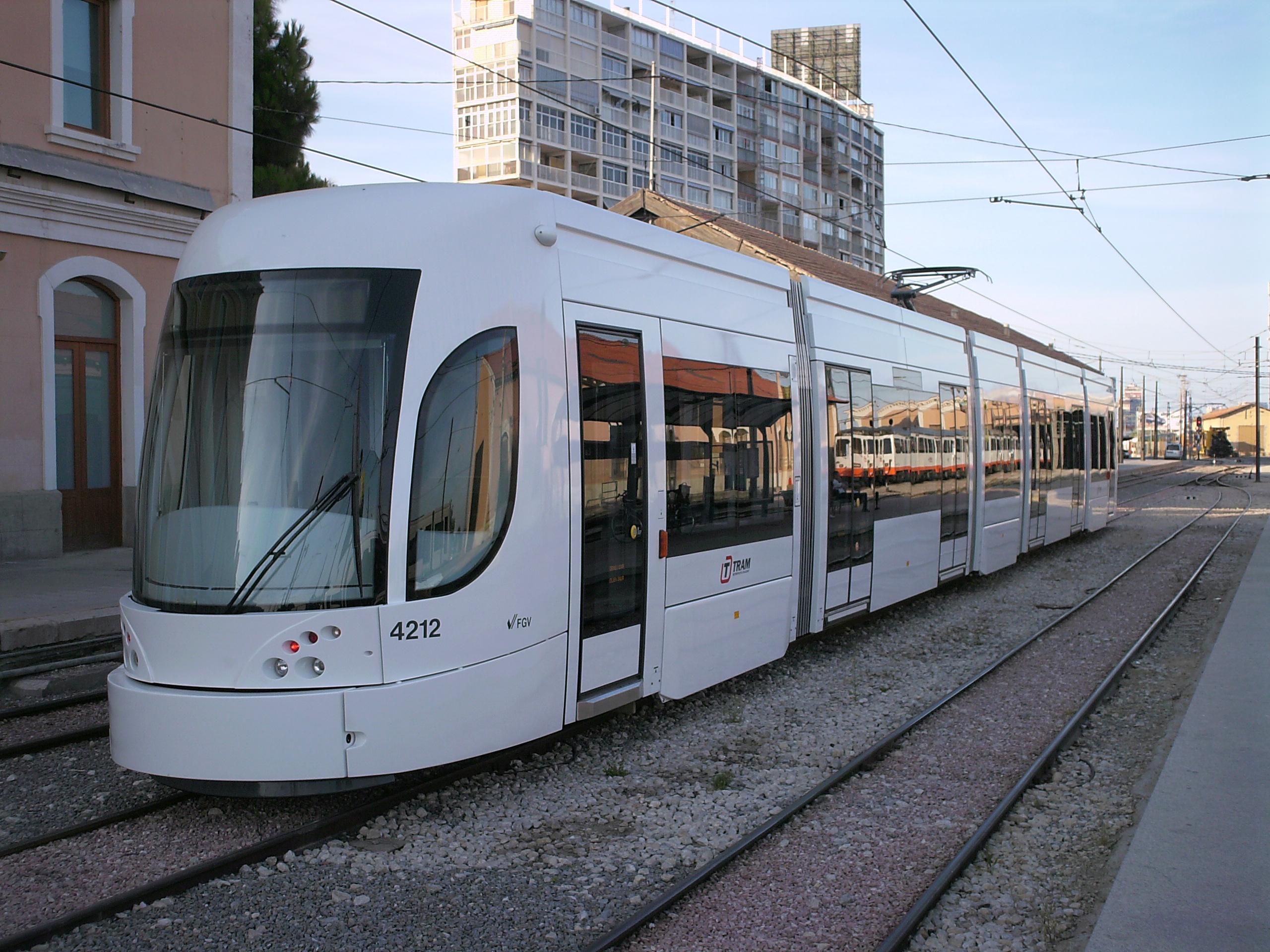
Трамвай типу Flexity Outlook на станції Аліканте — Ла-Марина
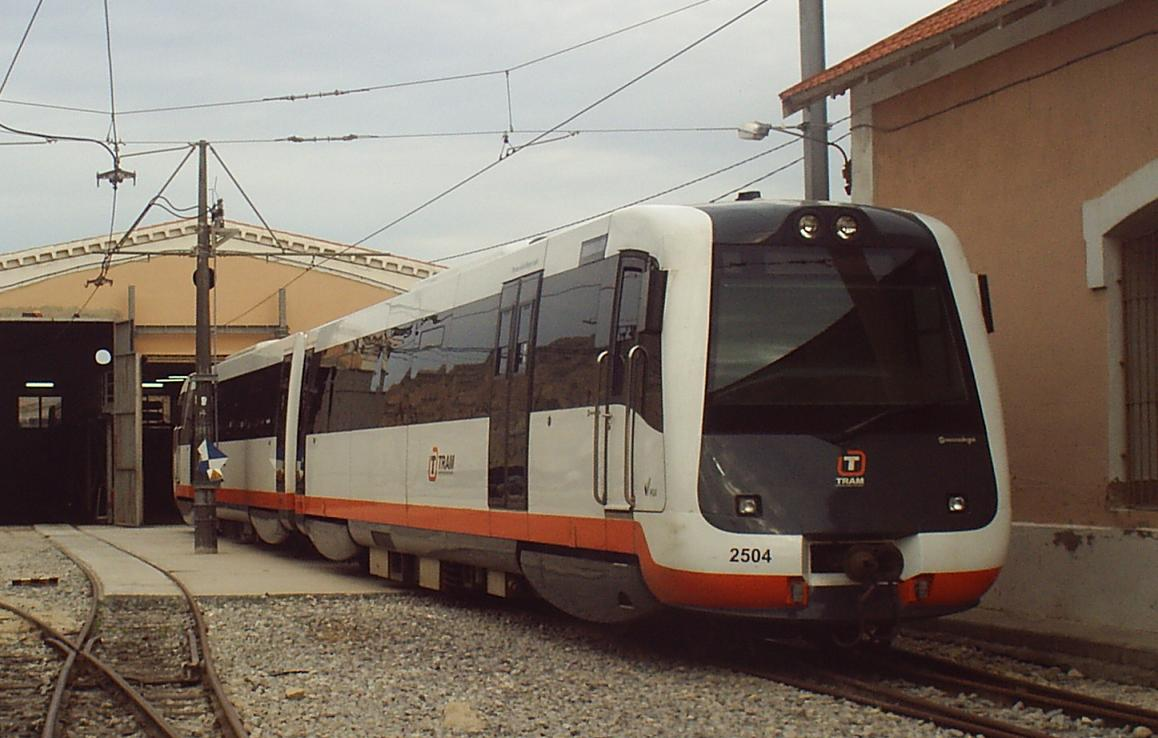
Новий дизельний поїзд серії MAN 2500 в депо поблизу станції Ла-Марина
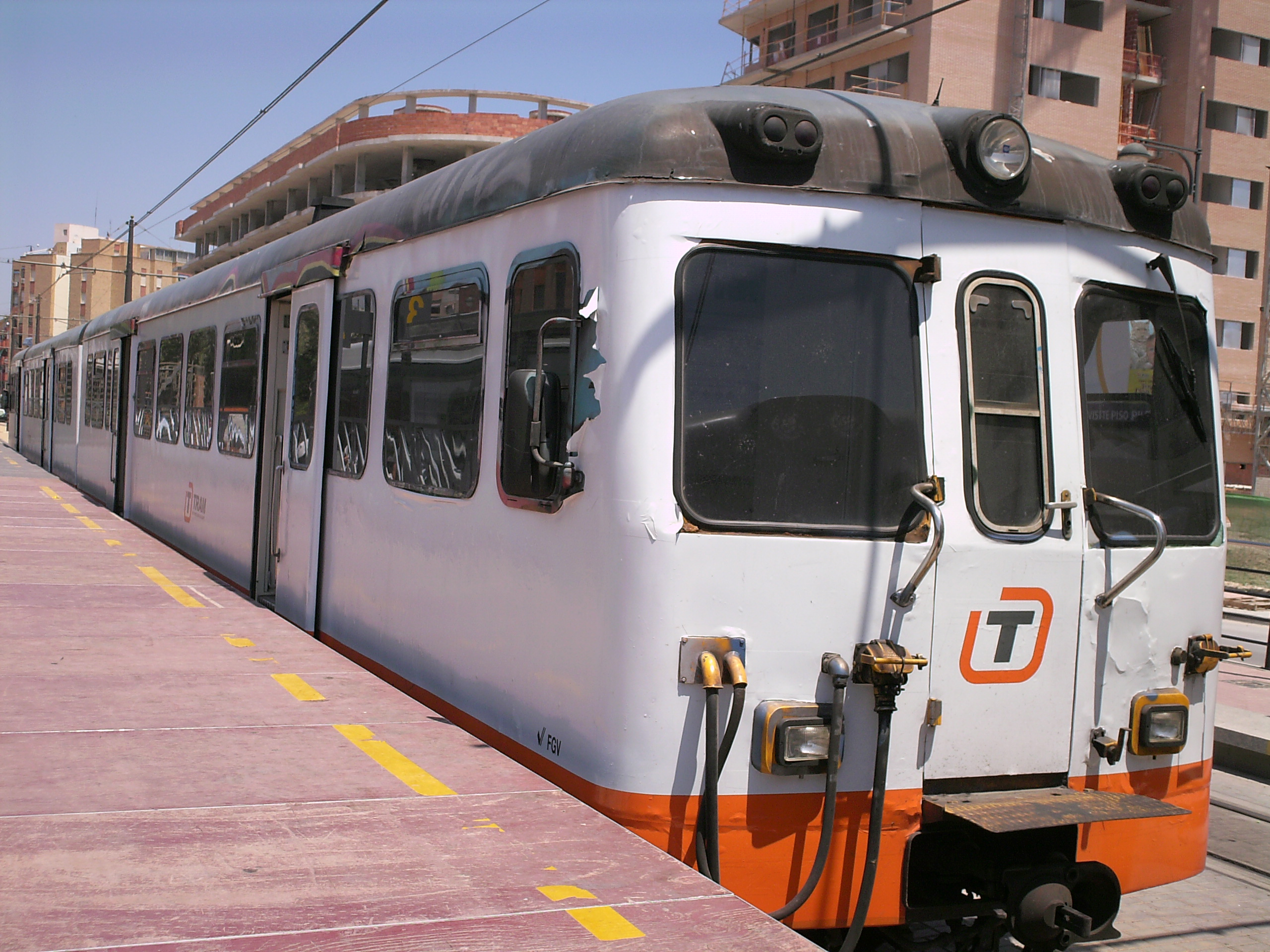
Старий дизельний поїзд серії MAN 2300 на станції Ел-Кампельйо

Мережа складається з таких маршрутів:
- L1 (трамвай-поїзд), напівшвидкісне сполучення між центром Аліканте та містом Бенідорм (70 хвилин). У місті Бенідорм сполучається з маршрутом L9 до Денії.
- L2 (трамвай), з центру міста до Міського Шпиталю Аліканте, Університету Аліканте та Сан-Вісен-дел-Распеч (15 хвилин).
- L3 (трамвай), сполучення з усіма зупинками з Аліканте до Ел-Кампельйо (30 хвилин).
- L4 (трамвай), від центру міста до кільцевої дороги в районі Плая-де-Сан-Хуан (30 хвилин).
- 4L (трамвай), з аеропорту Аліканте до станції Санґета, де маршрут сполучався із L1, L3 та L4. 30 червня 2013 року лінію закрито.
- L9 (дизельний поїзд), з міста Бенідорм вздовж узбережжя до міста Денія, із зупинками в таких туристичних містах як Алтеа та Калп. Розклад змінний, оскільки на лінії відбуваються роботи з підготовки до електрифікації (60 хвилин).

Маршрути L1, L2, L3 та L4 в центрі проходять у спільному тунелі від Археологічного музею до станції Лусерос у центрі. Станцію Меркадо (вал. Mercat) було відкрито 10 травня 2007 року, а станцію Лусерос було відкрито 18 червня 2010 року.

## Будівництво та плани
Підземну дистанцію збудовано із можливістю продовження на захід до Естасьо-Мултімодал, що обслуговує залізничну станцію Адіф (із можливим перенесенням автобусної станції).
Лінія L2 (трамвай), що прокладено по тому ж тунелю, що й L1, L3 та L4, сполучає центр Аліканте з Університетом Аліканте у Сан-Вісен-дел-Распеч.
Існують плани подовжити трамвайно-залізничне сполучення на південь до аеропорту Аліканте, міст Ел-Альтет, Ельче, Ґран-Алакант, Санта-Пола, Гуардамар та Торрев'єха. Згідно з даними місцевої преси, у найближчому майбутньому ці плани не буде втілено через брак коштів.

## Галерея

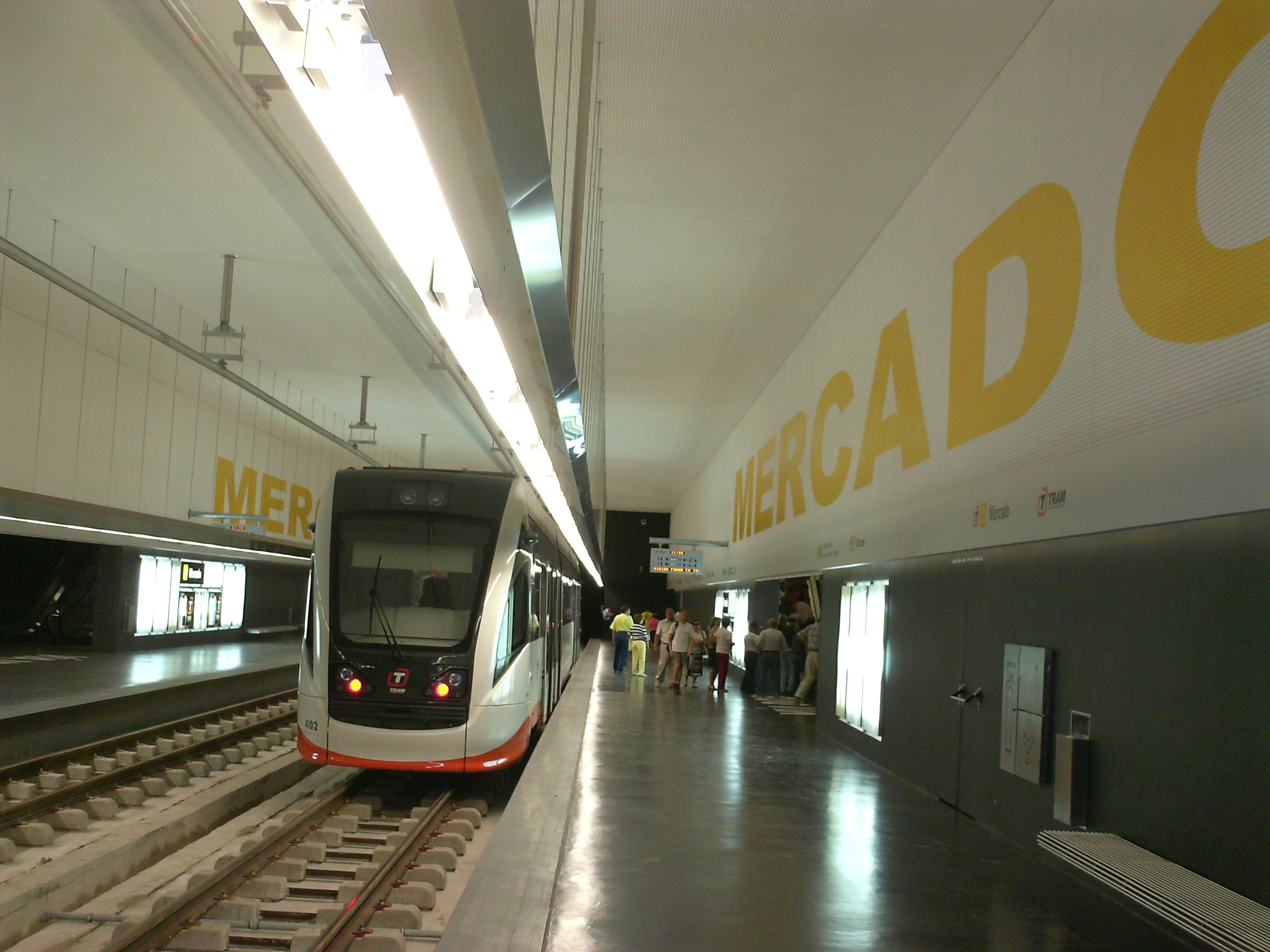
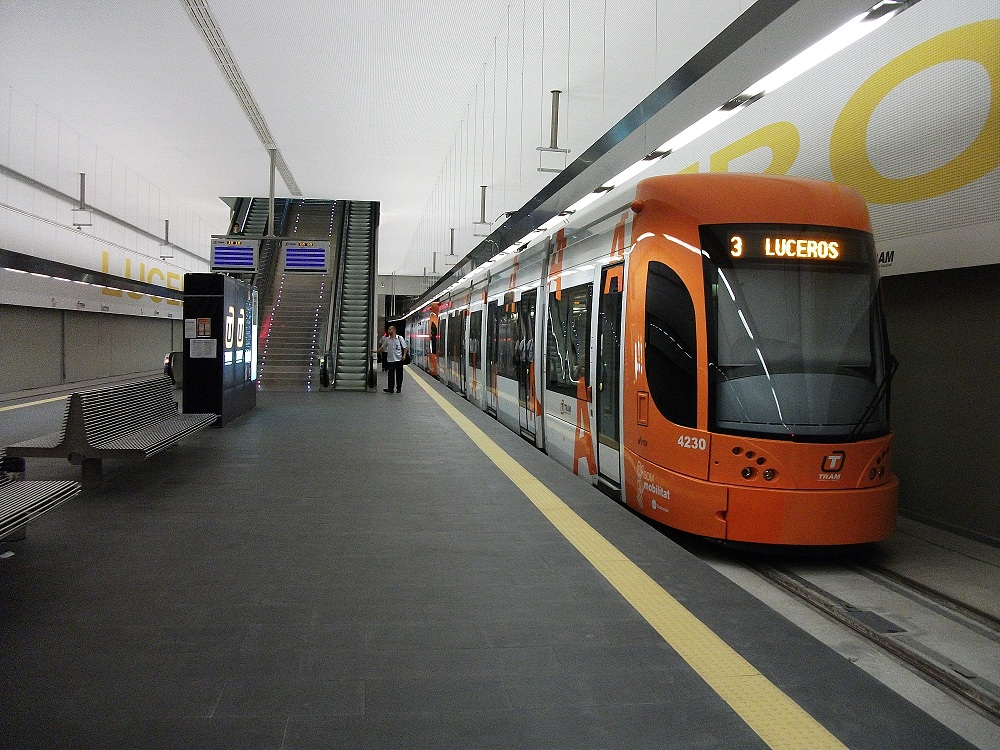
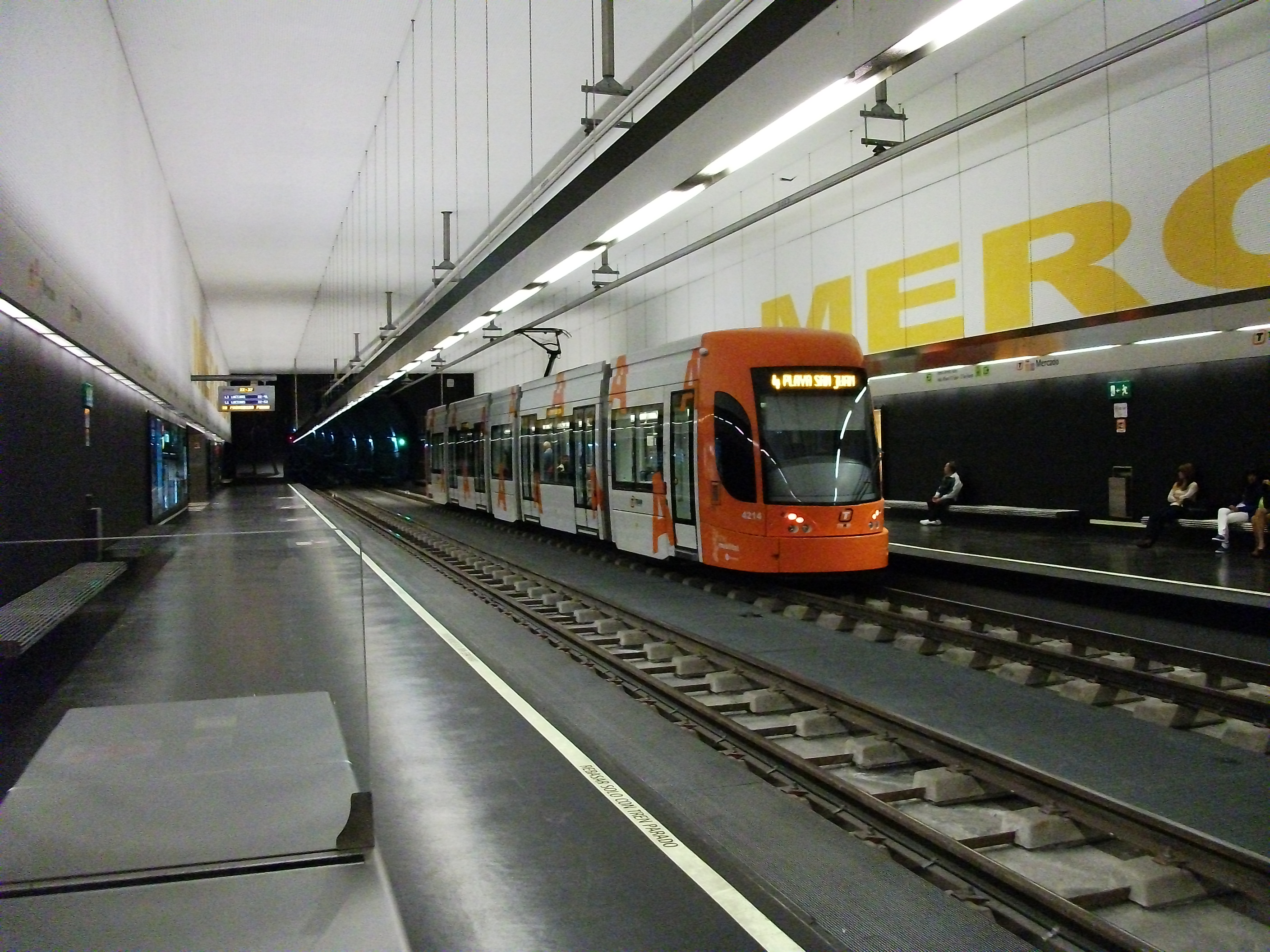
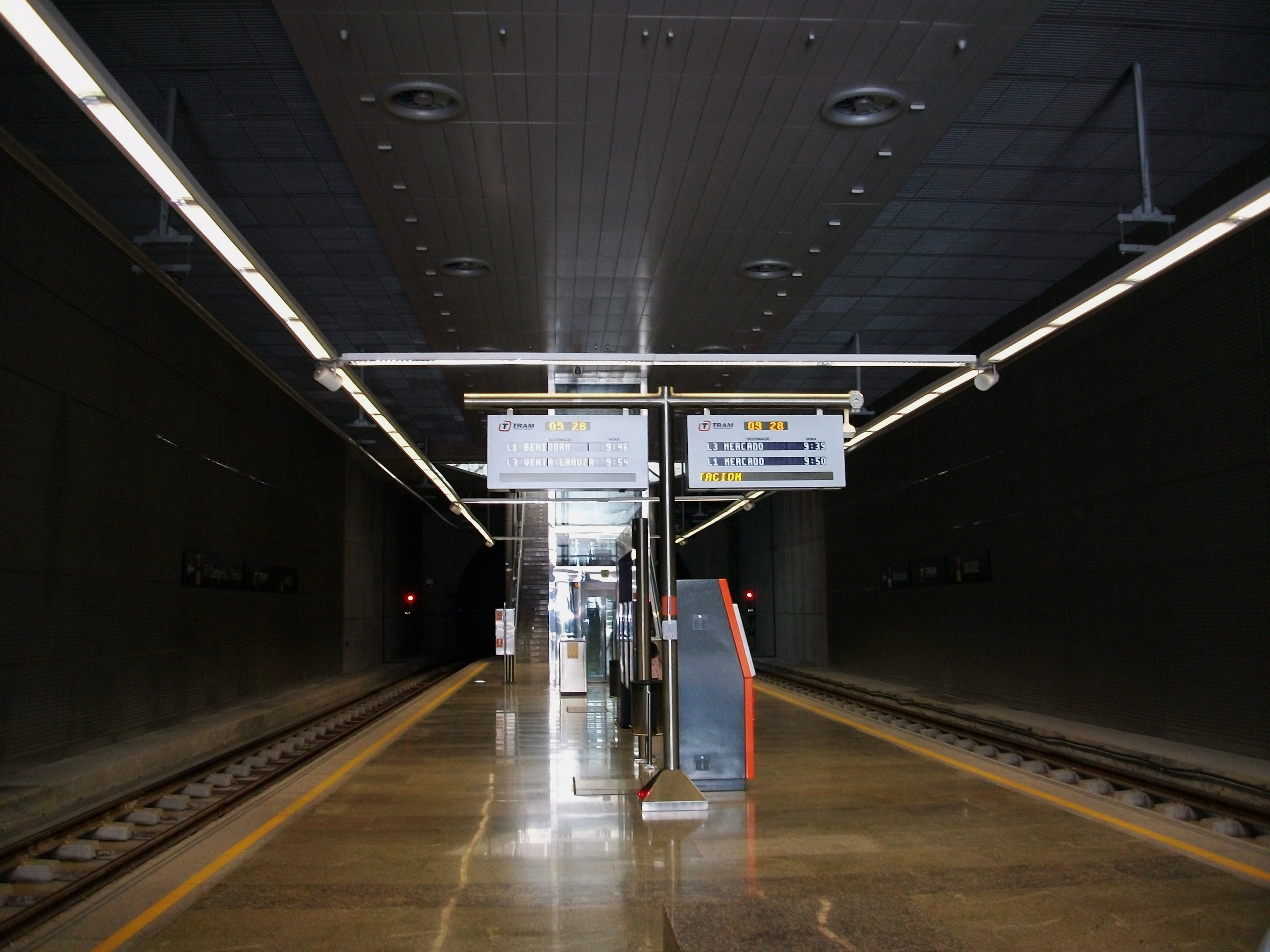

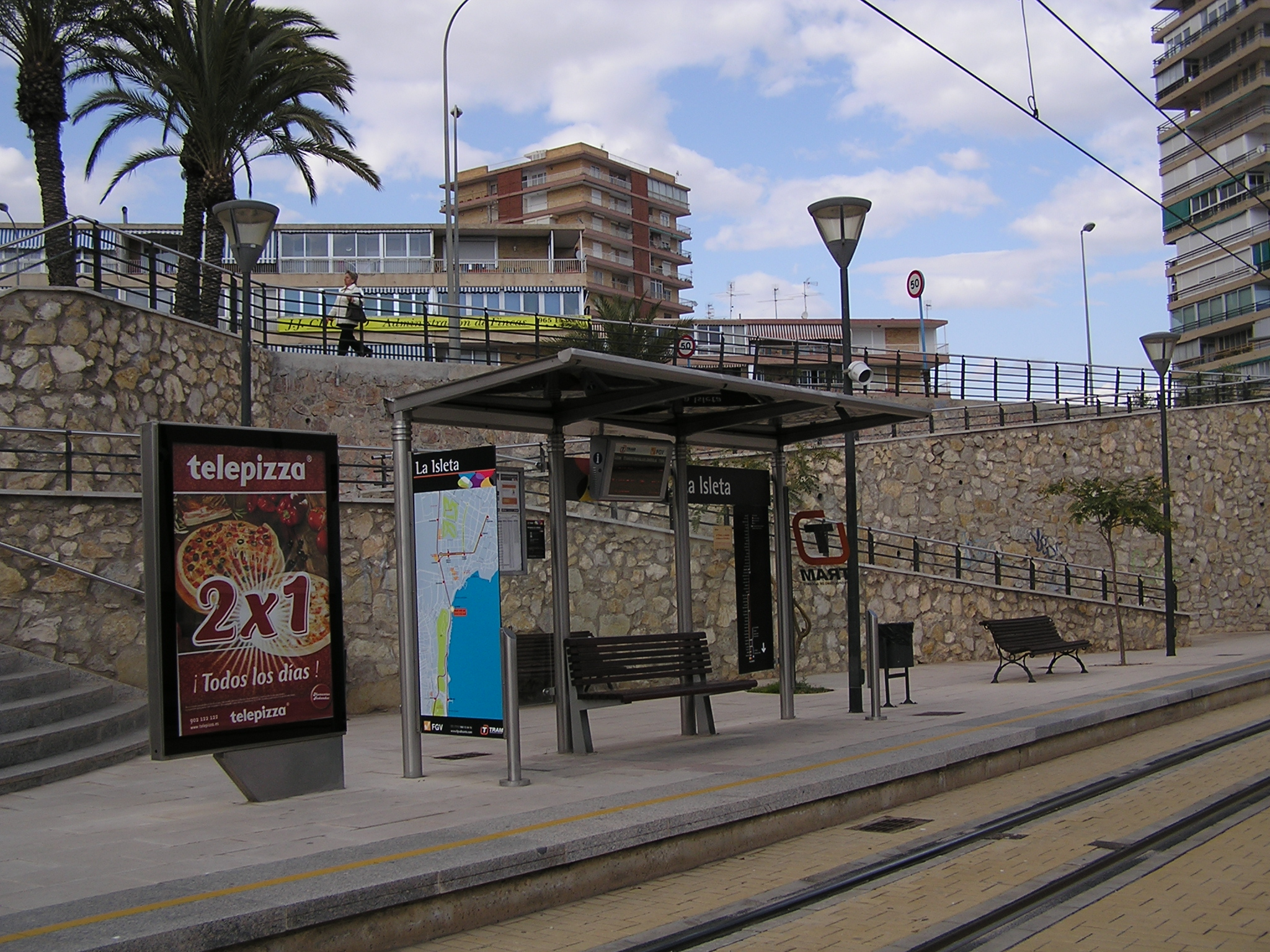
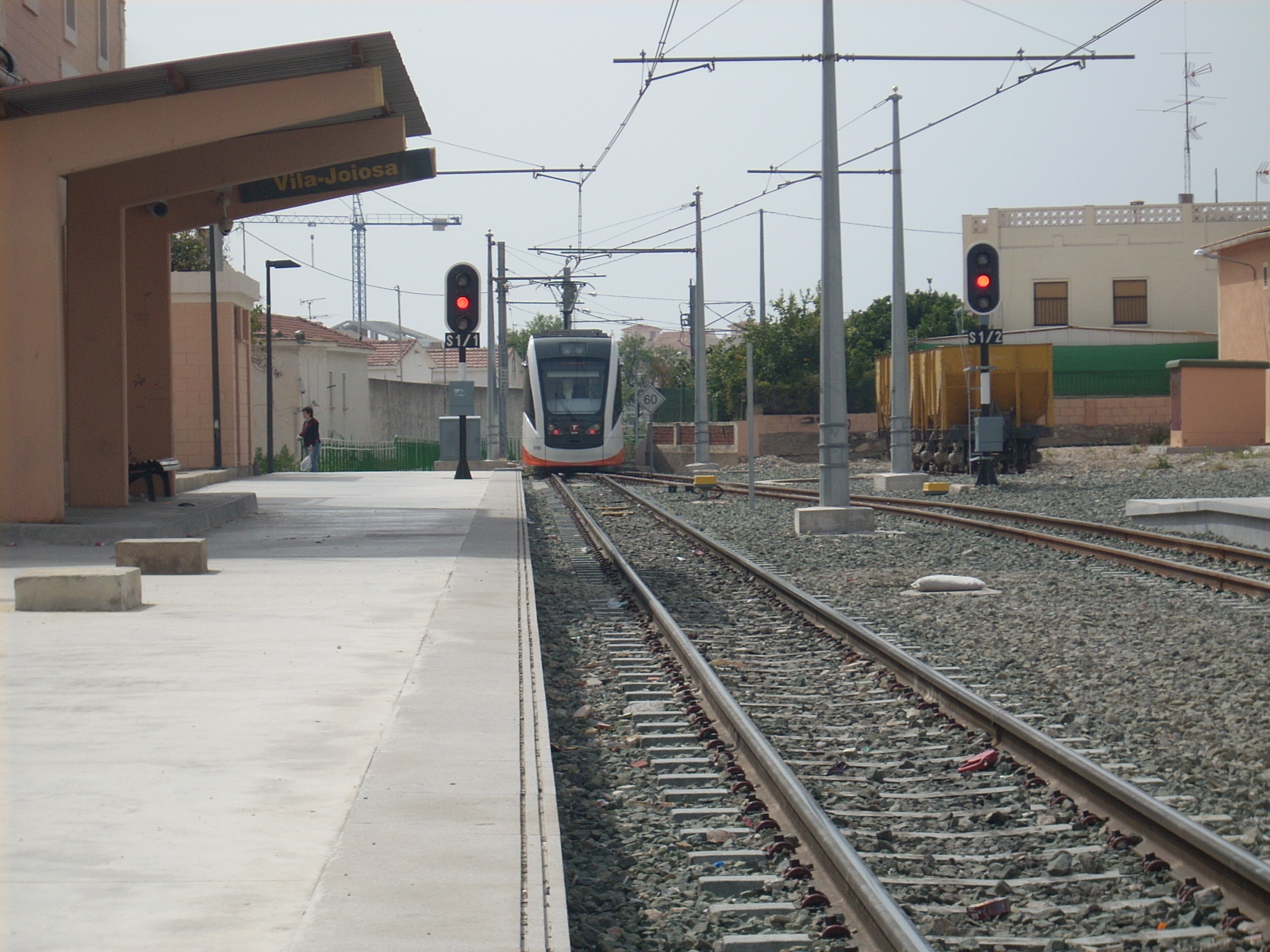
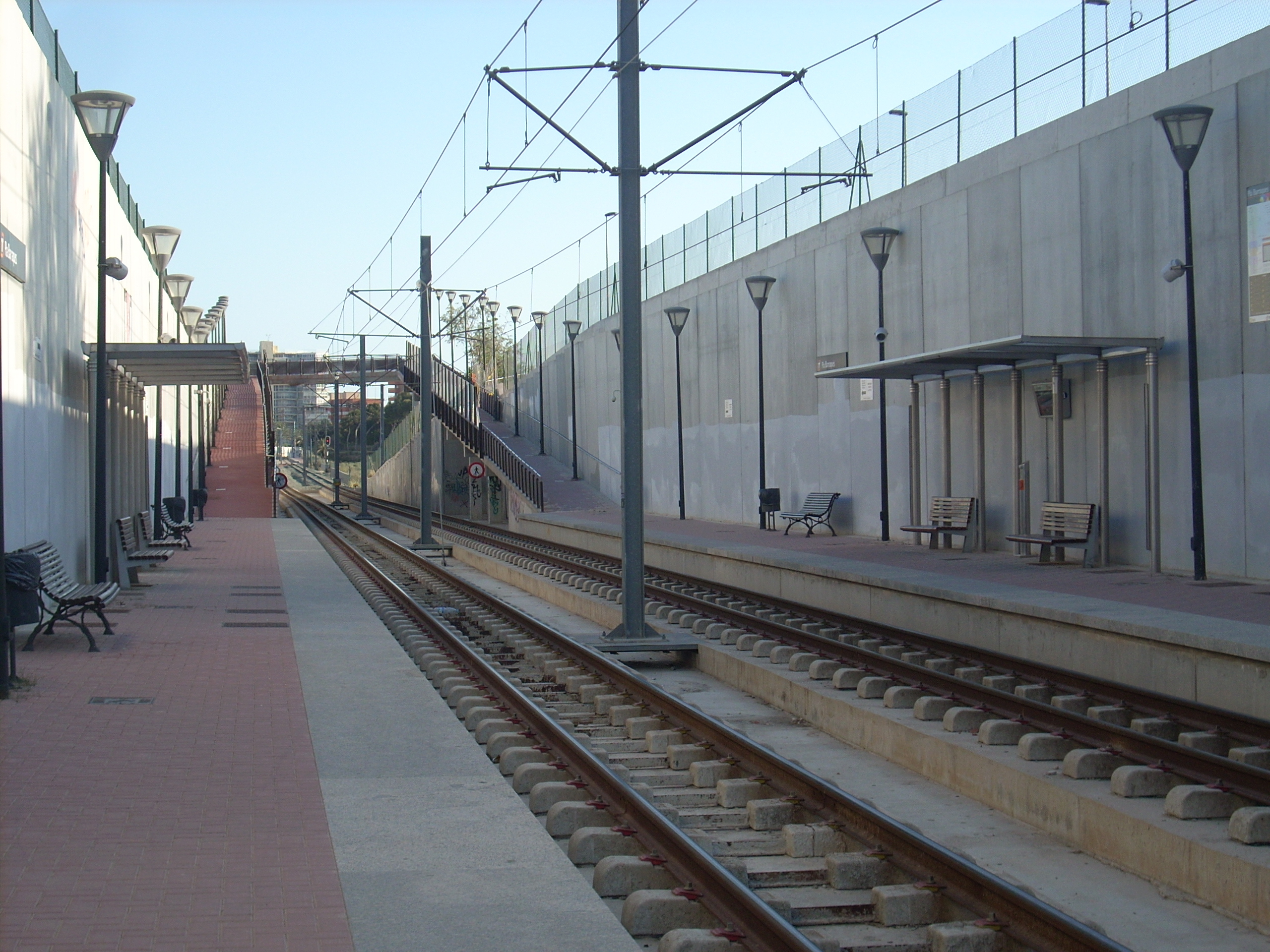
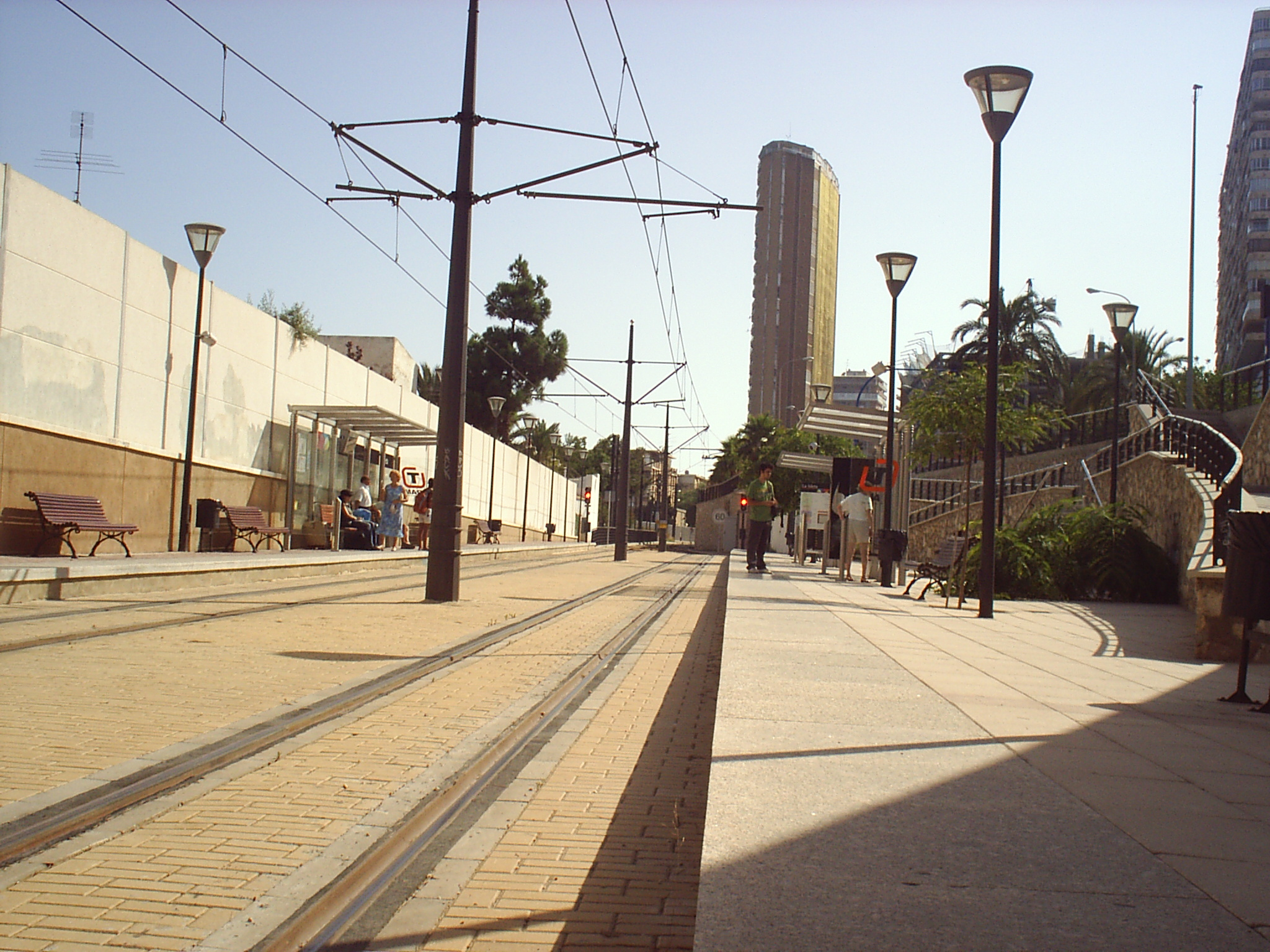

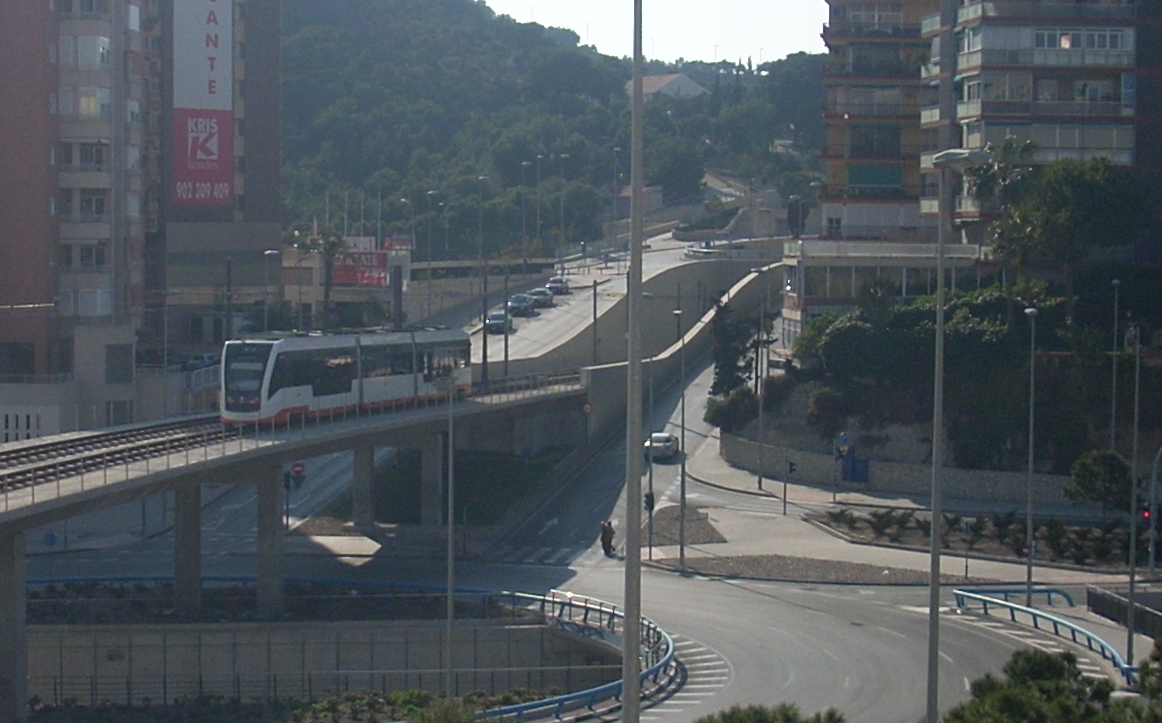
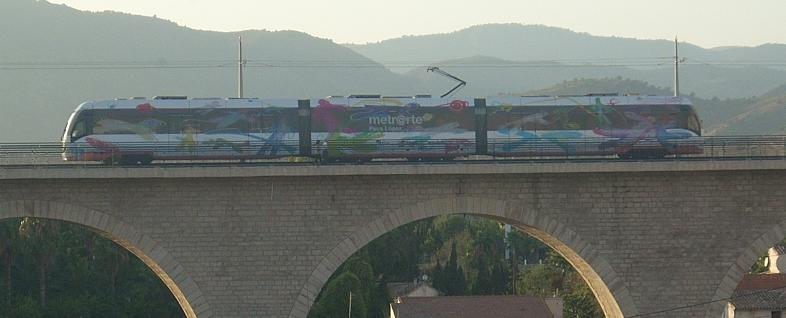
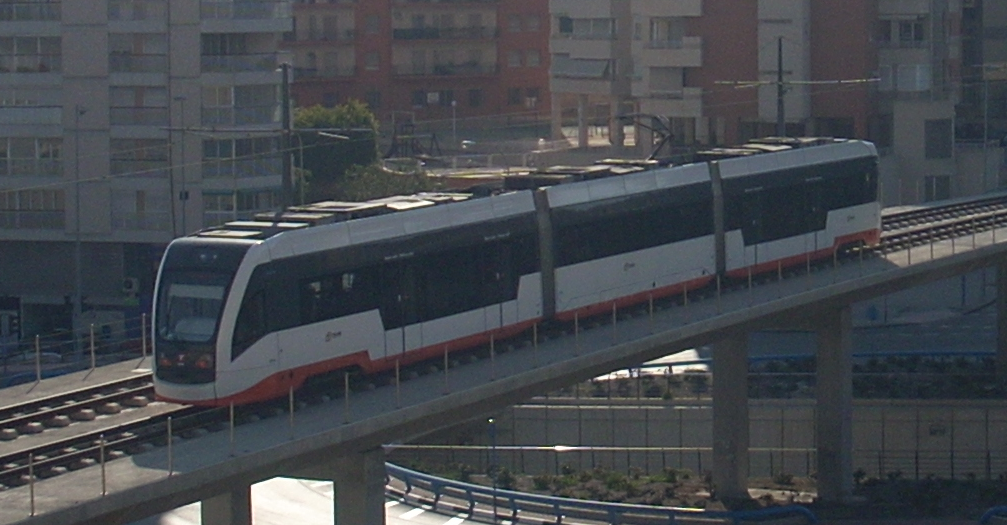

підземні станції
наземні станції
шляхопроводи та віадуки